# Uljana Lopatkina
Uljana Vjatjeslavovna Lopatkina (russisk: Ульяна Вячеславовна Лопаткина; født 23. oktober 1973) er en russisk prima ballerina, der optrådte på Mariinskij-teatret (russisk: Мариинский театр) fra 1991-2017. Hun studerede ved Vaganovoj balletakademi (russisk: Академия русского балета имени А. Я. Вагановой) med Natalija Dudinskaja (russisk: Наталия Михайловна Дудинская). Efter uddannelsen flyttede Lopatkina i 1991 til Kirov / Mariinskij-teatrets ballet og blev forfremmet til hoveddanser i 1995. Lopatkina dansede ikke i løbet af 2016-2017 sæsonen på grund af en skade, og hendes pensionering fra Mariinskij blev annonceret på selskabets hjemmeside den 16. juni 2017.